# Jerzy Niewiarowski
Jerzy Niewiarowski herbu Lubicz (zm. w 1670 roku) – duchowny referendarz wielki litewski w 1659 roku, regent kancelarii mniejszej w 1658 roku, prepozyt trzemeszeński.